# Macchina dell'esperienza
La macchina dell'esperienza è un esperimento mentale proposto dal filosofo Robert Nozick per la prima volta in “Anarchia stato e utopia”, e poi ripreso in altre opere. Esso costituisce una sorta di confutazione di ogni teoria morale basata sull'edonismo, ossia sulla convinzione che l'unica cosa che conta nella vita sia la felicità o il piacere, o comunque l'esperienza interiore.
Immaginiamo che esista una macchina (concepita come una vasca in cui si sta immersi con elettrodi collegati al cervello) che permette di sperimentare in modo completamente realistico qualsiasi esperienza ritenuta piacevole o interessante, anche di livello elevato (come scrivere un romanzo o fare amicizia). Queste esperienze potrebbero essere scelte da un catalogo e programmate in anticipo ma, una volta "collegati", l'esperienza sembrerebbe autentica, avendo perso il soggetto la consapevolezza di essere dentro una simulazione.
Se esistesse una macchina del genere molti vorrebbero provarla per un certo tempo, ma la domanda è: sceglieremmo di restare connessi per tutta la vita? E se no, perché?
Secondo Nozick la risposta è no, per tre ragioni: 1) perché noi desideriamo fare certe cose, svolgere certe azioni, e non semplicemente averne l'esperienza; 2) perché vogliamo essere un certo di tipo di persone (mentre galleggiare in una vasca rende l'identità indeterminata, annulla la personalità, equivale a un suicidio); 3) perché la macchina consente solo esperienze artificiali, costruite dall'uomo, impedendo il contatto con qualsiasi realtà più profonda (in senso anche spirituale). Più in generale noi vogliamo instaurare un rapporto effettivo con la realtà e non vivere in un'illusione.
Ciò dimostra che le persone considerano importanti altri valori, oltre alle sensazioni soggettive.
L'idea della macchina dell'esperienza, con i dilemmi morali che comporta, avrà successo nella cultura popolare, soprattutto dopo la comparsa della realtà virtuale resa possibile dai progressi dell'informatica, e comparirà in romanzi e film (i più noti Matrix e Vanilla Sky).